# كرانيسفيل
كرانيسفيل (بالإنجليزية: Carnesville, Georgia)‏ هي مدينة تقع في مقاطعة فرانكلين، جورجيا بولاية جورجيا في الولايات المتحدة. تبلغ مساحة هذه المدينة 6.3 (كم²)، وترتفع عن سطح البحر 216 م، بلغ عدد سكانها 577 نسمة في عام 2010 حسب إحصاء مكتب تعداد الولايات المتحدة.

## وصلات خارجية
- Cities & Counties - Georgia.gov